# Tityus fuhrmanni
Espèce
Tityus fuhrmanni est une espèce de scorpions de la famille des Buthidae.

## Distribution
Cette espèce est endémique du département d'Antioquia en Colombie. Elle se rencontre vers Angelópolis

## Description
Le mâle syntype mesure 70 mm et la femelle syntype 60 mm.

## Systématique et taxinomie
Cette espèce a été décrite par Kraepelin en 1914.

## Étymologie
Cette espèce est nommée en l'honneur d'Otto Fuhrmann (1871-1945).

## Publication originale
- Kraepelin, 1914 : « Beitrag zur Kenntnis der Skorpione und Pedipalpen Columbiens. A. Scorpiones. » Mémoires de la Société Neuchâteloise des Sciences, vol. 5, p. 15-27 (texte intégral).